# Championnat d'Europe féminin de rugby à XV 2024
Ne doit pas être confondu avec Championnat d'Europe de rugby à XV 2023-2024.
Navigation
2023 2025
Le Championnat d'Europe féminin de rugby à XV 2024 (Women's Championship 2024) est la 27e édition de la compétition organisée par Rugby Europe. Elle se déroule du 3 février 2024 au 13 avril 2024. C'est la première fois que le tournoi se joue à quatre équipes.
L'Espagne remporte son onzième titre, le septième consécutif.

## Format et résultat
La compétition passe de trois à quatre équipes avec l'intégration du Portugal, vainqueur du Trophée 2023. Les équipes s'affrontent toutes sur une seule manche.
La compétition est qualificative pour l'édition 2024 du WXV : le vainqueur dispute un barrage face au dernier du Tournoi des Six Nations 2024. Le vainqueur de ce barrage joue le WXV 2, le perdant dispute le WXV 3. D'autre part, les Pays-Bas doivent jouer un barrage qualificatif pour le WXV 3 face à la Colombie.
Aucune information n'est disponible quant à ce qui est prévu dans l'hypothèse où les Néerlandaises seraient couronnées championnes d'Europe.
En raison de difficultés financières pour les fédérations nationales, la compétition de deuxième niveau, le Trophée européen, n'a pas lieu. Rugby Europe « encourage les nations à disputer autant de test matchs que possible » et les assure de son soutien.
À l'issue de la compétition, l'Espagne remporte son onzième titre, le septième consécutif. Elle étend son invincibilité à seize victoires de suite.

## Classement et résultats

### Classement
| Rang | Club     | J | V | N | D | Bo | Bd | Pm | Pe  | Diff | Pts |
| ---- | -------- | - | - | - | - | -- | -- | -- | --- | ---- | --- |
| 1    | Espagne  | 3 | 3 | 0 | 0 | 2  | 0  | 99 | 5   | +94  | 14  |
| 2    | Pays-Bas | 3 | 2 | 0 | 1 | 2  | 0  | 95 | 29  | +66  | 10  |
| 3    | Portugal | 3 | 1 | 0 | 2 | 1  | 0  | 34 | 55  | -21  | 5   |
| 4    | Suède    | 3 | 0 | 0 | 3 | 0  | 0  | 0  | 139 | -139 | 0   |

### Résultats
| 3 février 2024 16 h 30 | Pays-Bas bo | 59 - 0 (37 - 0) | Suède | National Rugby Centre, Amsterdam 800 spectateurs Arbitre : Nino Eloshvili |
| 3 février 2024 16 h 30 | Essai(s) : 11 Nifterik (4e), Jongerius (8e, 27e), Veerkamp (13e), Prins (24e), Stallmann (33e), Dix (40e), Selbeck (42e), Karst (45e), Boot (53e), Luijken (62e) Transformation(s) : 2 Touw (8e), Lemmens (45e) Carton(s) jaune(s) : Prins (80e+2) | Rapport         |       | National Rugby Centre, Amsterdam 800 spectateurs Arbitre : Nino Eloshvili |
| 3 février 2024 16 h 30 | | Rapport         |       | National Rugby Centre, Amsterdam 800 spectateurs Arbitre : Nino Eloshvili |

| 24 février 2024 12 h 30 | Portugal | 7 - 31 (7 - 17) | Pays-Bas bo | CAR Jamor, Lisbonne 500 spectateurs Arbitre : Jenny Lee |
| 24 février 2024 12 h 30 | Essai(s) : 1 Marques (14e) Transformation(s) : 1 Correia (14e) Carton(s) jaune(s) : 2 Casas (49e), Marques (62e) | Rapport         | Essai(s) : 5 Boot (7e), Stallmann (30e), Beukers (40e+1, 70e), Dix (52e) Transformation(s) : 3 Lemmens (7e, 52e, 70e) | CAR Jamor, Lisbonne 500 spectateurs Arbitre : Jenny Lee |
| 24 février 2024 12 h 30 | | Rapport         | | CAR Jamor, Lisbonne 500 spectateurs Arbitre : Jenny Lee |

| 9 mars 2024 16 h | Portugal bo | 27 - 0 (12 - 0) | Suède | CAR Jamor, Lisbonne 200 spectateurs Arbitre : Katherine Ritchie |
| 9 mars 2024 16 h | Essai(s) : 4 Morant (24e), Marques (36e), Santos (51e, 55e) Transformation(s) : 2 Correia (24e, 51e) Pénalité(s) : 1 Moreira (44e) Carton(s) jaune(s) : Moreira (40e) | Rapport         |       | CAR Jamor, Lisbonne 200 spectateurs Arbitre : Katherine Ritchie |
| 9 mars 2024 16 h | | Rapport         |       | CAR Jamor, Lisbonne 200 spectateurs Arbitre : Katherine Ritchie |

| 30 mars 2024 17 h | Espagne bo                                                                                                   | 24 - 0 (19 - 0) | Portugal | Pins Vens, Sitges 450 spectateurs Arbitre : Jennifer Ann Davies |
| 30 mars 2024 17 h | Essai(s) : 4 Blanco (7e), Peña (15e), del Castillo (39e), Díaz (59e) Transformation(s) : 2 Argudo (15e, 39e) | Rapport         |          | Pins Vens, Sitges 450 spectateurs Arbitre : Jennifer Ann Davies |
| 30 mars 2024 17 h | | Rapport         |          | Pins Vens, Sitges 450 spectateurs Arbitre : Jennifer Ann Davies |

| 6 avril 2024 13 h | Pays-Bas                 | 5 - 22 (0 - 19) | Espagne | NRCA Stadium, Amsterdam 600 spectateurs Arbitre : Mélissa Lebœuf |
| 6 avril 2024 13 h | Essai(s) : 1 Karst (57e) | Rapport         | Essai(s) : 3 Piñeiro (3e), Piquero (17e), Peña (32e) Transformation(s) : 2 Argudo (3e, 32e) Pénalité(s) : 1 Peña (60e) | NRCA Stadium, Amsterdam 600 spectateurs Arbitre : Mélissa Lebœuf |
| 6 avril 2024 13 h |                          | Rapport         | | NRCA Stadium, Amsterdam 600 spectateurs Arbitre : Mélissa Lebœuf |

| 13 avril 2024 15 h | Suède | 0 - 53 (0 - 26) | Espagne bo | Trelleborg Rugby Stadium, Trelleborg 300 spectateurs Arbitre : Doriane Domenjo |
| 13 avril 2024 15 h |       | Rapport         | Essai(s) : 9 Piquero (2e, 46e, 68e, 80e), V.Pérez (8e), Cisa (17e), Capell (32e), Gorrochategui (57e), Blanco (78e) Transformation(s) : 4 Peña (8e, 17e, 32e, 57e) | Trelleborg Rugby Stadium, Trelleborg 300 spectateurs Arbitre : Doriane Domenjo |
| 13 avril 2024 15 h |       | Rapport         | | Trelleborg Rugby Stadium, Trelleborg 300 spectateurs Arbitre : Doriane Domenjo |